# Bair Tsybekdorzhiyev
Bair Zhargalovich Tsybekdorzhiyev (en ruso: Баир Жаргалович Цыбекдоржиев; Tashir, 6 de octubre de 1992) es un deportista ruso que compitió en tiro con arco, en la modalidad de arco recurvo.
Ganó una medalla de bronce en el Campeonato Mundial de Tiro con Arco en Sala de 2016, dos medallas en el Campeonato Europeo de Tiro con Arco al Aire Libre de 2014 y tres medallas en el Campeonato Europeo de Tiro con Arco en Sala entre los años 2013 y 2017.

## Palmarés internacional
| Campeonato Mundial en Sala       | Campeonato Mundial en Sala | Campeonato Mundial en Sala | Campeonato Mundial en Sala |
| Año                              | Lugar                      | Medalla                    | Prueba                     |
| -------------------------------- | -------------------------- | -------------------------- | -------------------------- |
| 2016                             | Ankara (Turquía)           | Medalla de bronce          | Equipo                     |
| Campeonato Europeo al Aire Libre |                            |                            |                            |
| Año                              | Lugar                      | Medalla                    | Prueba                     |
| 2014                             | Echmiadzin (Armenia)       | Medalla de oro             | Equipo mixto               |
| 2014                             | Echmiadzin (Armenia)       | Medalla de bronce          | Equipo                     |
| Campeonato Europeo en Sala       |                            |                            |                            |
| Año                              | Lugar                      | Medalla                    | Prueba                     |
| 2013                             | Rzeszów (Polonia)          | Medalla de plata           | Equipo                     |
| 2015                             | Koper (Eslovenia)          | Medalla de bronce          | Equipo                     |
| 2017                             | Vittel (Francia)           | Medalla de bronce          | Equipo                     |